# Na'ale
Na'ale (engelska: Naale, hebreiska: נעלה) är en judisk bosättning på  Västbanken. Den ligger i den nordöstra delen av landet. Na'ale ligger 420 meter över havet och antalet invånare är 1 035.
Terrängen runt Na'ale är kuperad österut, men västerut är den platt. Terrängen runt Na'ale sluttar brant västerut. Runt Na'ale är det tätbefolkat, med 331 invånare per kvadratkilometer. Närmaste större samhälle är Modi'in Illit, 3,9 km sydväst om Na'ale. Trakten runt Na'ale består till största delen av jordbruksmark.